# PVRIG
PVRIG (англ. Poliovirus receptor related immunoglobulin domain containing) – білок, який кодується однойменним геном, розташованим у людей на короткому плечі 7-ї хромосоми. Довжина поліпептидного ланцюга білка становить 326 амінокислот, а молекулярна маса — 34 344.
| 10         |  | 20         |  | 30         |  | 40         |  | 50         |
| ---------- |  | ---------- |  | ---------- |  | ---------- |  | ---------- |
| MRTEAQVPAL |  | QPPEPGLEGA |  | MGHRTLVLPW |  | VLLTLCVTAG |  | TPEVWVQVRM |
| EATELSSFTI |  | RCGFLGSGSI |  | SLVTVSWGGP |  | NGAGGTTLAV |  | LHPERGIRQW |
| APARQARWET |  | QSSISLILEG |  | SGASSPCANT |  | TFCCKFASFP |  | EGSWEACGSL |
| PPSSDPGLSA |  | PPTPAPILRA |  | DLAGILGVSG |  | VLLFGCVYLL |  | HLLRRHKHRP |
| APRLQPSRTS |  | PQAPRARAWA |  | PSQASQAALH |  | VPYATINTSC |  | RPATLDTAHP |
| HGGPSWWASL |  | PTHAAHRPQG |  | PAAWASTPIP |  | ARGSFVSVEN |  | GLYAQAGERP |
| PHTGPGLTLF |  | PDPRGPRAME |  | GPLGVR     |  |            |  |            |

A: Аланін

C: Цистеїн

D: Аспарагінова кислота

E: Глутамінова кислота

F: Фенілаланін

G: Гліцин

H: Гістидин

I: Ізолейцин

K: Лізин

L: Лейцин

M: Метіонін

N: Аспарагін

P: Пролін

Q: Глутамін

R: Аргінін

S: Серин

T: Треонін

V: Валін

W: Триптофан

Кодований геном білок за функцією належить до фосфопротеїнів. 
Локалізований у клітинній мембрані, мембрані.